# Únik plynu ve Východoslovenských železárnách
Únik plynu, který nastal ve Východoslovenských železárnách 27. října 1995 v důsledku výbuchu při práci na potrubí, vyústil v 11 mrtvých a vícero doživotně postižených obětí, které měl na svědomí uniklý oxid uhelnatý. 

## Příčiny a průběh nehody
Prvotní příčinou havárie bylo hrubé porušení bezpečnostních předpisů zaměstnanci, kteří zahájili práci na potrubí vysokopecního plynu bez předchozího provedení testů na složení zbytkového plynu. Vzorky byly odebrány až během práce a při jejich rozboru byly prokázány nadlimitní koncentrace výbušných složek. K výbuchu však došlo dříve (cca v 9:00), než mohli být zaměstnanci pracující na potrubí laboratoří o nebezpečí informováni.
V důsledku výbuchu došlo k masívnímu úniku plynů z potrubí, včetně velkého množství oxidu uhelnatého. Následoval řetězec katastrofálních selhání managementu podniku, který havárii podcenil a snažil se ji ututlat a bagatelizovat (údajně ve snaze utajit ji před důležitou zahraniční delegací), takže nejenže patřičně neinformoval státní orgány a okolní sídla, ale dokonce ani neevakuoval areál a nechal zaměstnance dál normálně pracovat. Rovněž byla zvolena chybná metoda opravy potrubí, což prodloužilo dobu úniku plynů z něj.
Zpočátku byl ještě důsledek výše zmíněných chyb tlumen větrným počasím, ovšem později nastoupila inverze, která způsobila pokles smrtícího plynu k zemi, kde se začal koncentrovat a trávit lidi. První zprávy o otravách osob pracujících v blízkosti havárie se začaly objevovat kolem 15:30. Příkaz k opuštění pracoviště byl vydán až před 21:00. K svolání krizového štábu došlo v nočních hodinách, přibližně v 2:30 byla zahájena evakuace blízké obce Veľká Ida.

## Následky
V nemocnicích bylo ošetřeno přes 300 osob, 21 z nich muselo být hospitalizováno. Celkem zemřelo 11 lidí (dle některých zdrojů dokonce třináct), další z velké skupiny otrávených si odnesli doživotní následky.
V roce 1996 bylo z tragédie obviněno 5 lidí. Souzeny však byly jen 2 osoby, na ostatní se vztahovala amnestie prezidenta Rudolfa Schustera. Trest (podmíněný) byl udělen pouze řediteli závodu Energetika.

## Ohlasy
Katastrofě byl věnován jeden z dílů seriálu Najväčšie tragédie Slovenska.